# Waterkrachtcentrale Krasnojarskaja
De waterkrachtcentrale Krasnojarskaja (Russisch: Красноярская гидроэлектростанция,  [Krasnojarskaja gidroelektrostantsieja]) is een waterkrachtcentrale in de rivier de Jenisej bij de Russische stad Divnogorsk in kraj Krasnojarsk. Haar stroomvoorziening wordt geleverd door de Stuwdam van Krasnojarsk.

## Algemene informatie
De bouw van de centrale begon in 1956 en eindigde in 1972. De eerste generator kwam in productie op 3 november 1967. De centrale omvat:
- een zware betonnen dam met een lengte van 1065 meter en een hoogte van 124 meter;
- het centralegebouw met een lengte van 430 meter;
- een scheepslift en een buitenhaven en een lager liggend aanvoerkanaal.

De centrale heeft een vermogen van 6000 MW, waarmee het de tweede is van Rusland na de waterkrachtcentrale Sajano-Sjoesjenskaja die zuidelijker ligt. Haar jaarlijkse energieproductie bedraagt 20,4 miljard kWh. In het gebouw van de centrale bevinden zich 12 radiaal-axiale hydroaggregaten die elk 500 MW produceren en werken onder een berekende druk van 93 meter. De scheepslift is de enige in Rusland.
De stuwdam heeft gezorgd voor het ontstaan van het Stuwmeer van Krasnojarsk. Hiervoor werd 120.000 hectare landbouwgrond onder water gezet en moesten 13.750 gebouwen worden verplaatst.
De centrale en dam werden ontworpen door het instituut Lengidroprojekt. De waterkrachtcentrale is eigendom van het bedrijf Krasnojarsk GES, die in handen is van de aluminiumgigant RUSAL voor 70%. De waterkrachtcentrale wordt gebruikt voor de Aluminiumfabriek van Krasnojarsk die ook in handen is van RUSAL. De huidige directeur is Sergej Kaminski.

## Ecologische problemen
Door de bouw van de dam ontstonden veel ecologische problemen. Met name de aanname dat het gebied dat niet bevriezen zou door de dam een lengte zou hebben van 20 kilometer. In werkelijkheid bleek dit ongeveer 200 kilometer te zijn, wat ruim voorbij de stad Krasnojarsk is. Dit zorgde voor een grote invloed op de lokale omgeving en het klimaat.